# Кагарманово
Кагарма́ново (баш. Ҡаһарман) — деревня в Белорецком районе Башкортостана России, относится к Узянскому сельсовету.

## История
Названа по имени главы переселенцев-основателей деревни Кагармана Казаккуловича Юнаева.
В 1834 году жители д. Юнаево Тамьянской волости во главе с урядником Кагарманом Казаккуловичем Юнаевым основали деревню Кагарманово, она же Кухтур, Куткурово. Всего переселились из д. Юнаева 17 дворов, из Амангильдина 5, из Ишкильдина 3. 
В 1859 году зафиксировано 134 жителя и 18 дворов, в 1920 году —  471 человек и 85 дворов.

## Население
| 2002 | 2009 | 2010 |
| ---- | ---- | ---- |
| 548  | ↗681 | ↘432 |

Согласно переписи 2002 года, преобладающая национальность — башкиры (98 %).

## Географическое положение
Находится на берегу реки Белой.
Расстояние до:
- районного центра (Белорецк): 64 км,
- центра сельсовета (Узян): 12 км,
- ближайшей ж.-д. станции (Белорецк): 52 км.

## Улицы
- Агидель,
- Валиди,
- Гагарина,
- Гареева,
- Гафури,
- Кусимова,
- Молодёжная,
- Мубарякова,
- Солнечная,
- Шаймуратова,
- Юлаева.